# Live in Stuttgart 1993
Live in Stuttgart è un album live dei Deep Purple registrato nel 1993 durante il tour che promuoveva l'uscita dell'album in studio The Battle Rages On..., e pubblicato nel 2007.
Il live contiene pezzi storici della band e pezzi più recenti, ed è uno degli ultimi concerti con un ispirato Ritchie Blackmore alla chitarra (cercherà poi di resuscitare i Rainbow e in seguito continuerà la sua carriera nei Blackmore's Night). Infatti per concludere il tour i Deep Purple lo sostituirono con Joe Satriani.
Il disco, oltre ad essere la promozione di The Battle Rages on..., è l'ultimo saluto ai fan tedeschi dei Deep Purple da parte di Ritchie Blackmore, che mette in mostra le sue doti con la sua Fender Stratocaster. Tra gli altri membri da citare le performance di Ian Gillan, la cui voce non sembra risentire del lungo tour. Molti pezzi sono in comune con l'album Come Hell or High Water - un live dello stesso anno -, ma nella grande maggioranza di quelli in questa versione, la jam sul palco dura più a lungo.

## Tracce

### CD 1
1. Highway Star - 7:21
2. Black Night - 6:16
3. Talk About Love - 4:22
4. A Twist in the Tale - 4:38
5. Perfect Strangers - 6:56
6. The Mule - 2:20
7. Beethoven's Ninth - 8:08
8. Knocking At Your Back Door - 9:40
9. Anyone's Daughter - 4:16
10. Child in Time - 11:10
11. Anya - 12:14

### CD 2
1. The Battle Rages On - 6:38
2. Lazy - 8:55
3. In The Hall Of The Mountain King - 1:54
4. Space Truckin' - 2:26
5. Woman from Tokyo - 2:09
6. Paint it Black - 5:35
7. Speed King - 7:25
8. Hush - 3:33
9. Smoke on the Water - 12:28

## Formazione
Mark II
- Ian Gillan - voce
- Ritchie Blackmore - chitarra
- Roger Glover - basso
- Ian Paice - batteria
- Jon Lord - organo Hammond